# Hans Gross
Hans Gustav Adolf Gross (26 de dezembro de 1847 - 9 de dezembro de 1915) foi um jurista e criminologista austríaco, o "Pai da Criminalística".
Jurista criminal, Gross se destacou como criador do campo da criminalidade. Ao longo de sua vida fez contribuições significativas para o campo da criminologia científica. À medida que se desenvolveu em sua carreira como juiz examinador, percebeu as falhas do campo do Direito. Seu  livro "Manual de Juiz de Instrução: todos os sistemas de criminalística" ajudou a melhorar o sistema de justiça por meio de sua experiência como juiz.

## Início de vida e carreira
Gross nasceu em 26 de dezembro de 1847, na Estíria, Áustria. Formou-se em 1870 como Bacharel em Direito pela universidade de sua cidade natal, na Alta Estíria.
Trabalhou por duas décadas como juiz e promotor, adquirindo grande conhecimento.
Durante seu serviço lidou com várias acusações fraudulentas. Foi durante esse trabalho que Gross percebeu as muitas deficiências do atual sistema de justiça. Naquela época, o juiz de instrução era um investigador criminal, quando havia muito poucos investigadores criminais, muitos dos oficiais da lei eram voluntários ou ex-policiais.
Como resultado, os juízes sentenciavam de acordo com sua experiência. Essa falta de organização levou ao trabalho ativo de Gross na ciência criminal.

## Impacto acadêmico
Durante sua vida, Gross fez muito para estabelecer várias instituições relacionadas à criminologia, principalmente reiterando a prática da perícia criminal.
Ele ensinou e desenvolveu várias instituições que promoveram a influência do campo da criminologia. Ao longo dos anos, Gross ensinou e se envolveu em debates construtivos enquanto professor na Universidade de Chernivtsi (1897 a 1902), na Universidade de Praga (1902 a 1905) e na Universidade de Graz (1905 a 1915).
Mais tarde, em 1898, estabeleceu o "Instituto de Criminologia de Graz". Em agosto de 1898 começou a lecionar direito penal, no qual apresentou o campo das criminalidades.  No entanto, muitas pessoas se opuseram a essa ideia se transformar em um estudo, alegando que ela não servia de verdadeiro valor benéfico, exceto para os envolvidos no sistema de justiça.
Apesar das visões opostas, Gross estabeleceu o campo das criminalidades, marcando-o para sempre como o “Pai Fundador” do perfil criminal.

## Contribuições para a criminologia
Gross percebeu as falhas no sistema de justiça no início de sua carreira. Seus esforços se concentraram em expandir a investigação profunda, a ética profissional e o método científico.
Ele definiu a psicologia criminal do ponto de vista técnico, considerando-a como pura pesquisa.
Além de estudar os comportamentos de uma pessoa, Gross enfatizou o uso de um julgamento cuidadoso, devido a evidências muitas vezes enganosas. Sua visão de pesquisa, evidências técnicas e métodos também levaram à criação da "cena do crime".
Relacionando o conceito de cena do crime, Gross explica a necessidade de equilibrar emoção com evidência e evidência com lógica. Ainda introduziu plenamente o conceito de criminalística, em 1893, período em que a noção de criminologia se expandiu.
O conceito de criminalística é dividido em dois ramos: crime e ciência política. Embora Gross tenha encontrado uma nova forma de funcionamento do sistema de justiça, muitos acreditavam que o campo da criminalística se mostrava inútil, exceto para examinar os juízes.
No entanto, Gros ainda contribuiu no aprofundamento da criminologia para outros magistrados em direito. Ele pediu o uso objetivo do exame de provas e enfatizou a importância de um juiz permanecer neutro nos casos. Fez isso, principalmente, apresentando novos conceitos no exame de cenas de crime, como fotografia de cena de crime, impressões digitais, microscopia e raios-X.

## Investigações Criminais, um livro didático prático
O livro de Gross foi escrito para cobrir aspectos filosóficos e sistemáticos da criminologia. Em 1893, seu livro Criminal Investigations, a Practical Textbook (Handbuch für Untersuchungsrichter als System der Kriminalistik) foi publicado.
O objetivo do livro era compensar uma deficiência na criminalística. Ele o escreveu como um livro instrutivo, enfocando a natureza humana e os motivos de um criminoso. A obra apresenta suas teorias através de elementos psicológicos e materiais. Gross expandiu especialmente a linguagem corporal e a importância do juiz e da testemunha envolvidos em um caso criminal. Ele observa os comportamentos de assassinos, incendiários, ladrões e falsificadores.
Gross concentra-se fortemente nas falhas e inconsistências dos juízes e testemunhas, na importância da evidência materialista e na relação dos fatos com a razão.  Ele acreditava que o estudo da psicologia permitia entender os motivos dos criminosos.
Além disso, relaciona química, física, botânica, códigos secretos e o uso do sangue para determinar ainda mais fatos e motivos.
Para ele uma educação geral nesses estudos provou ser benéfica, especialmente para juízes e oficiais de investigação.

## Resumo
Hans Gross deixou sua marca no mundo como criminologista. Ele está associado a ser o criador do campo da criminologia depois de estabelecer o estudo no Instituto de Criminologia de Graz.